# Vodní nádrž Rappbodevorsperre
Vodní nádrž Rappbodevorsperre (česky: Přední nádrž Rappbode) je pomocnou nádrží přehrady Rappbode. Spolu s dalšími vodními díly tvoří systém protipovodňové ochrany a je také zásobárnou pitné vody. Provozuje ji společnost "Talsperrenbetrieb des Landes Sachsen-Anhalt". Přehrada má 25 metrů vysokou gravitační hráz. V oblasti přehrady prochází turistická stezka.

## Galerie

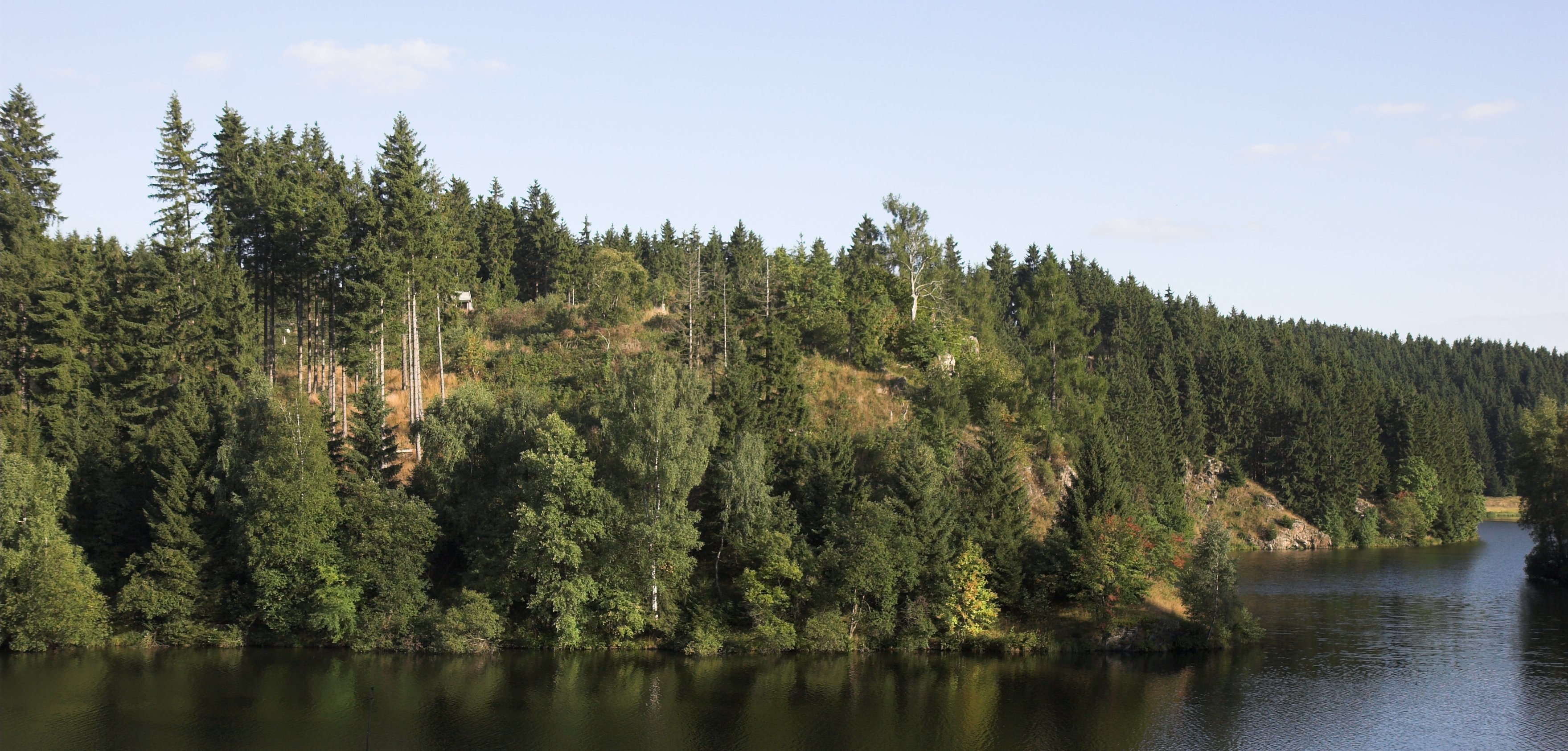
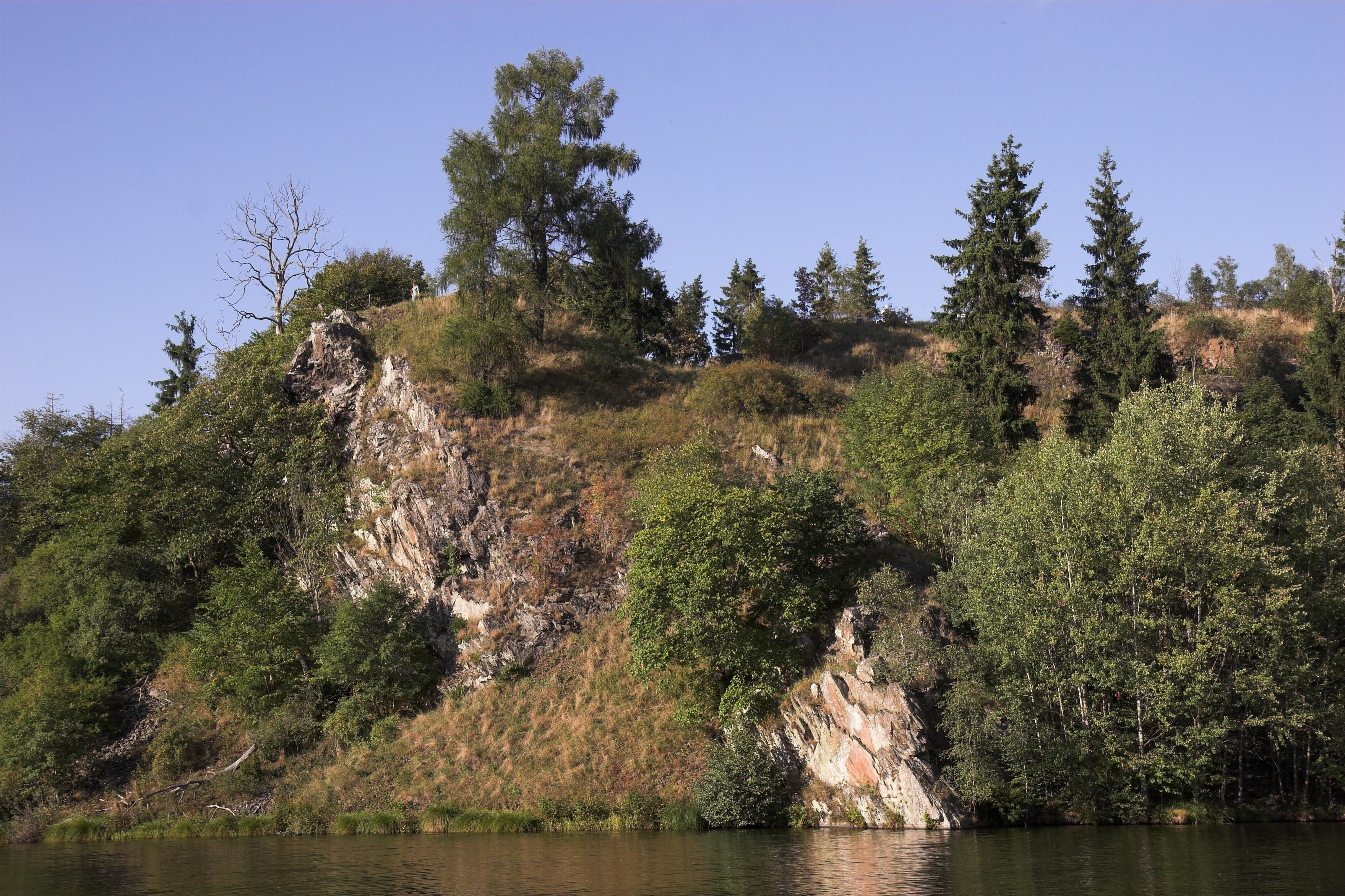
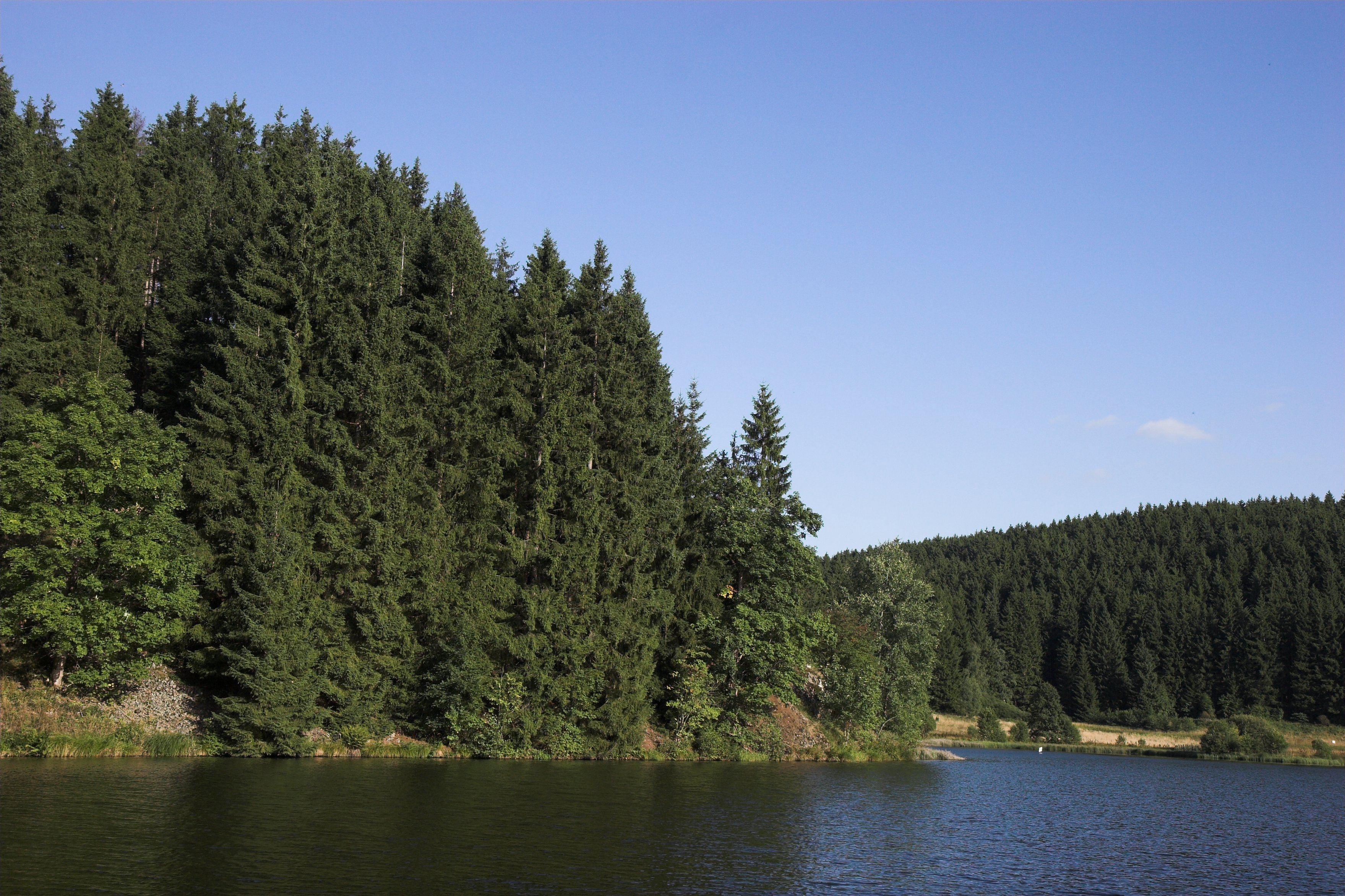